# Đorđe Novković
Đorđe Novković, cyr. Ђорђе Новковић (ur. 2 września 1943 we Vladimirci, zm. 6 maja 2007 w Zagrzebiu) – chorwacki muzyk, kompozytor, autor tekstów i muzyki do piosenek.
Đorđe Novković skomponował ponad 2500 piosenek, które ukazały się na płytach sprzedanych na całym świecie w około 20 milionów egz. Działał jako muzyk w zespołach Pro Arte i Indexi.

## Życie
Novković urodził się w rodzinie serbskiego skrzypka Vukašina Novkovića i chorwackiej matki w czasie II wojny światowej w miejscowości Vladimirci na terytorium okupowanej przez Niemców Serbii.
W młodym wieku przeniósł się do Sarajewa, gdzie wcześnie odkryto jego talent muzyczny. W wieku 6 lat rozpoczął szkołę muzyczną w Sarajewie. Studiował dyrygenturę (klasa prof. Mladen Pozajić) w Akademii Muzycznej w Sarajewie. Tam też poznał swoją przyszłą żonę Ozanę, która jest dyplomowanym profesorem muzyki.
W 1967 roku jesienią założył zespół Pro Arte.
W 1968 z rodziną przeniósł się do Zagrzebia. Jego pierwszy przebój z 1969 roku to piosenka „Više se neće vratiti” w wykonaniu Mišo Kovača a późniejsza wersja z 1985 roku również odniosła podobny sukces. W 1973 roku Pro Arte połączyło się z inną grupą popową z Sarajewa, Indexi, ale trwało to tylko przez kilka miesięcy. Pro Arte istniało nieprzerwanie do 1980 roku, a także z przerwami w latach 80. W 1989 roku przeniósł się do Rovinj w Chorwacji i mieszkał tam do 2000 r.
Po zakończeniu działalności zespołu Pro Arte Đorđe Novković rozwinął pisanie piosenek, tworząc materiał na wiele przebojów byłej Jugosławii. Współpracował z takimi wykonawcami, jak Mišo Kovač, Neda Ukraden, Zdravko Čolić, Tomislav Ivčić, Tereza Kesovija, Ivica Šerfezi, Gabi Novak, „Srebrna krila” i inni.
Po śmierci Tito w 1980 roku skomponował muzykę do wersji piosenki „Druže Tito mi ti se kunemo” z 1945 roku, którą następnie wykonał Zdravko Čolić („Towarzyszu Tito, przysięgamy, że nie zbaczasz z drogi”). Novković skomponował także muzykę do piosenki „Danke Deutschland” (wyprodukowanej w styczniu 1992 roku przez chorwacką telewizję państwową) jako wyraz wdzięczności dla Niemiec za ich rolę w międzynarodowym uznaniu niepodległości Chorwacji. W 1993 roku napisał piosenkę „Don’t Ever Cry” dla Put, pierwszego reprezentanta Chorwacji w Konkursie Piosenki Eurowizji.
Od 1997 roku był wraz z Miroslavem Škoro współwłaścicielem i zarządzał wytwórnią Croatia Records. W 2000 roku ponownie przeniósł się do Zagrzebia. W 2003 roku Novković zyskał dużą popularność jako juror konkursu Story Supernova Music Talents, reality show dla początkujących muzyków.

## Śmierć
Zmarł nagle w Zagrzebiu w wieku 63 lat z powodu udaru mózgu. Podczas rzymskokatolickiej ceremonii pogrzebowej został pochowany na cmentarzu Mirogoj w Zagrzebiu.

## Ciekawostki
W Polsce od 20 lat cieszy się powodzeniem jego piosenka „Ženo moja, srce moje” (tekst Darko Domijan). Wykonywali ją Masters, Iwan Komarenko, Bayer Full a autorem swobodnego przekładu tekstu jest Sławomir Świerzyński, lider zespołu Bayer Full.
Đorđe Novković był ojcem popularnego chorwackiego piosenkarza Borisa Novkovića.